# Leo Lehmann

Porträt Leo Lehmann von Rudolf Lehmann, 1851, Cleveland Museum of Art

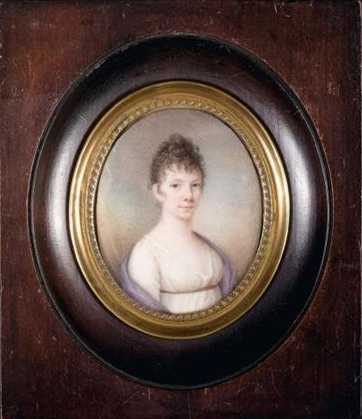
Porträt einer jungen Dame von Leo Lehmann, Miniatur

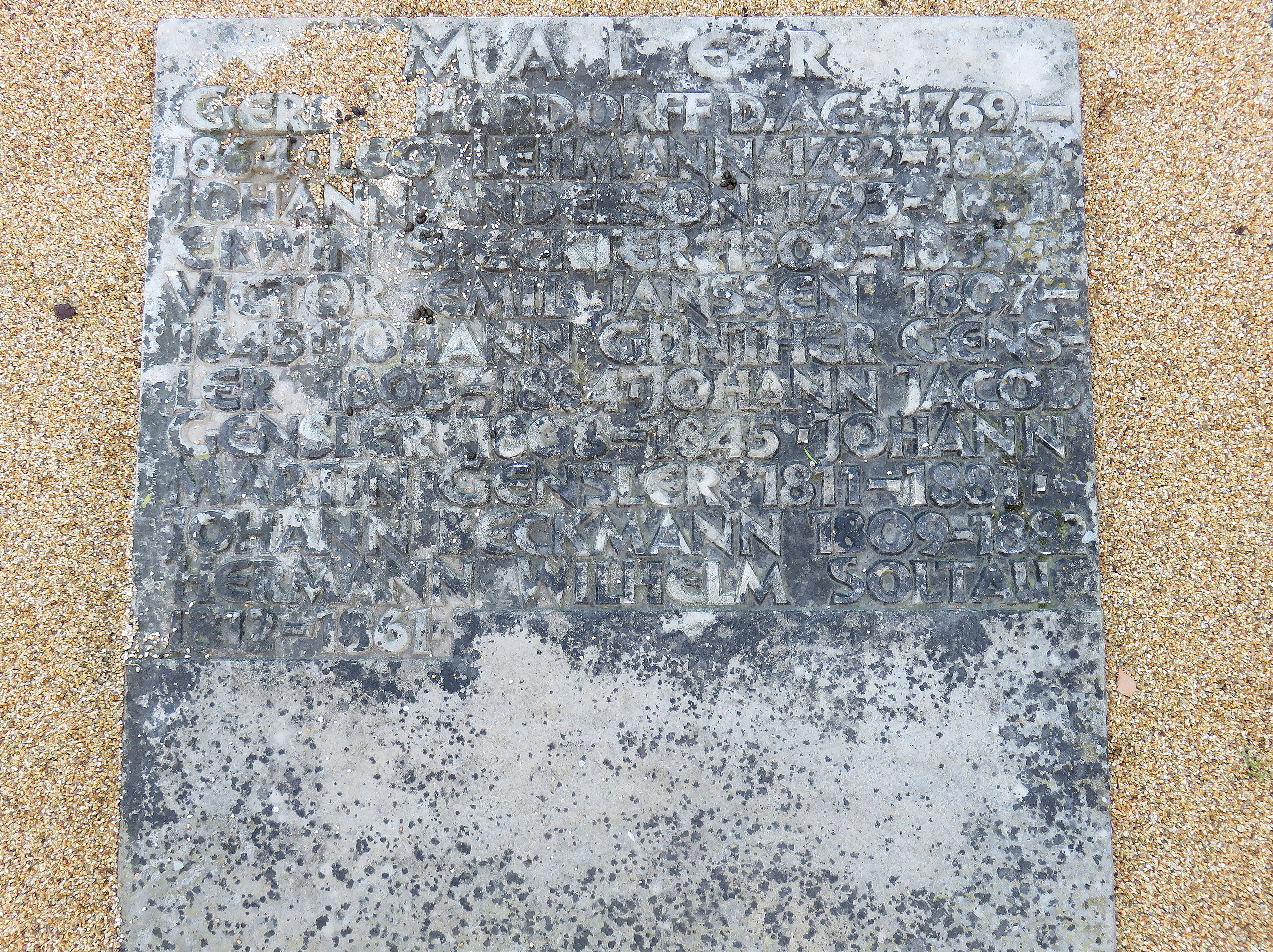
„Leo Lehmann“, Sammelgrabmal Maler, Friedhof Ohlsdorf

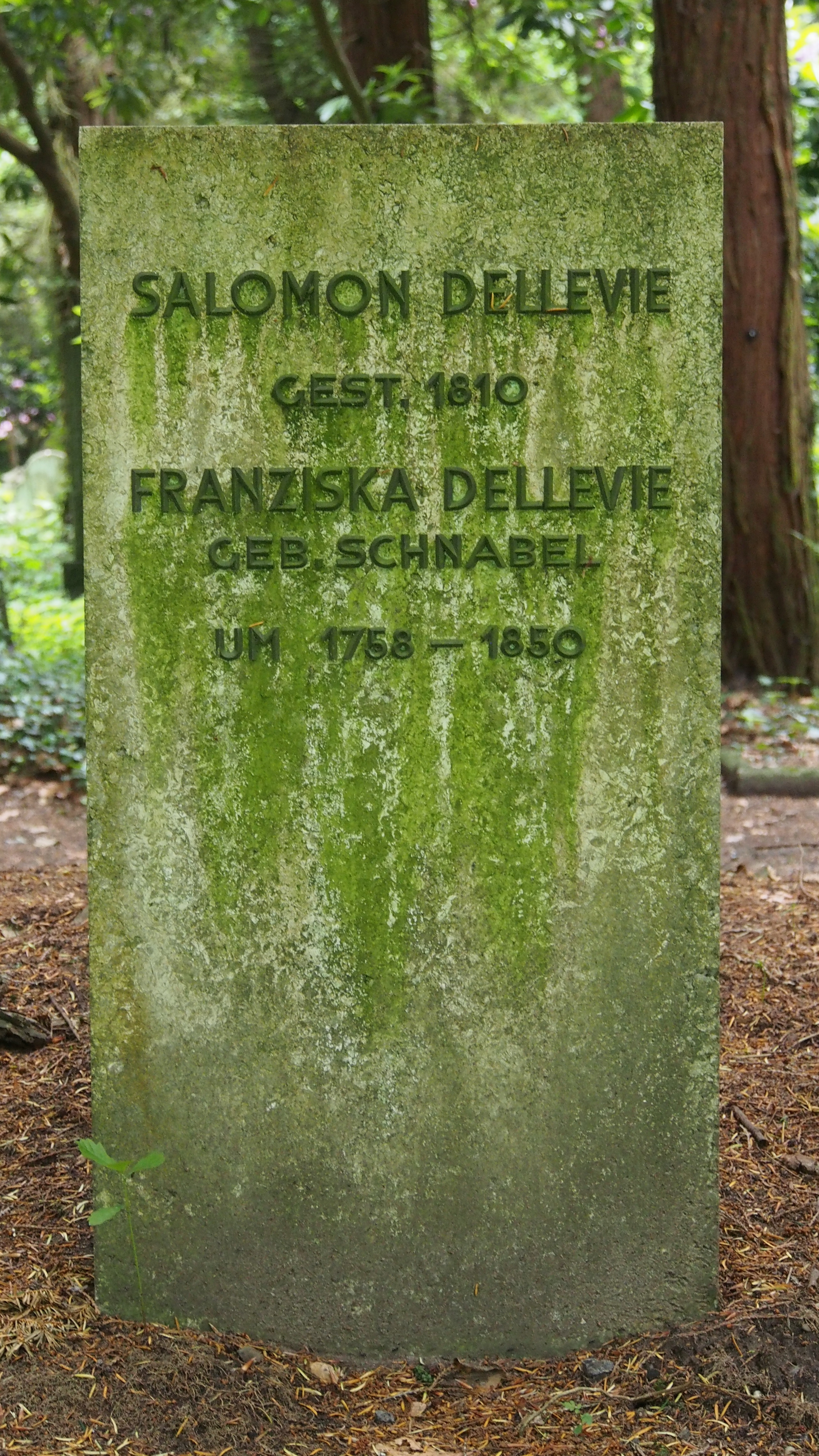
Gedenkstein der Schwiegereltern Leo Lehmanns, Jüdischer Friedhof Ohlsdorf, Ehrenanlage zur Erinnerung an prominente umgebettete Bestattete des ehemaligen Jüdischen Friedhofs am Grindel

Leo Lehmann (* 16. März 1782 in Hamburg; † 24. März 1859 ebenda) war ein deutscher Porträtmaler, Miniaturmaler, Lithograf und Zeichenlehrer.

## Leben
Ausbildung
Anfangs lernte Leo Lehmann von den Malern Fick und Martin Ferdinand Quadal, einem Wiener Maler, der sich in den 1790er Jahren in Hamburg aufhielt, danach von dem Miniaturmaler Pierre-Louis Bouvier, der von 1795 bis 1801 in Hamburg war. In Berlin hatte Friedrich Georg Weitsch persönlichen Einfluss auf seine Malerei und weitere Ausbildung, später auch Johann Heinrich Wilhelm Tischbein. Eine Zeit lang schwankte er zwischen Malerei und Musik, da er unter Andreas Rombergs Leitung sich zu einem tüchtigen Violinisten ausgebildet hatte.
Tätigkeit als Maler und Lehrer
Doch durch die vielen Aufträge, die er erhielt, wurde er in Hamburg ein bekannter Porträtmaler, der sich auf Miniaturen spezialisierte, aber auch Porträts als Aquarell oder mit Pastellkreide, Sepia oder Silberstift schuf und später seine Porträts auch lithografierte. Er unterrichtete seine beiden Söhne Henri Lehmann und Rudolf Lehmann ebenso wie Louis Asher und gab Zeichenunterricht in begüterten Familien, die ihre Sprösslinge auf eine künstlerische Laufbahn vorbereiten wollten; so auch Ferdinand David, der sich dann allerdings für die Musik entschied und ein berühmter Violinist wurde. William Bottomley und Christian Wilhelm Lüdert (1790–1857) waren ebenfalls seine Schüler.
Im Hamburger Adressbuch von 1798 ist Leo Lehmann zum ersten Mal in den Hamburger Adressbüchern eingetragen, mit der Adresse Hütten 73 in Hamburg-Neustadt, was bedeutet, dass er dort schon 1797 sein Atelier hatte. 1812 zog er in die Straße Kohlhöfen 90. Während der Belagerung von Hamburg unter Marschall Louis-Nicolas d’Avoût hielt seine Frau sich in Kiel auf, wo sie am 18. April 1814 den ältesten Sohn Heinrich (Henri) gebar. Da Leo Lehmann unbedingt in ihrer Nähe sein wollte, gelang es ihm die französischen Wachen an einem Hamburger Stadttor zu täuschen, indem er als Arbeiter verkleidet einen beladenen Karren vor sich herschob. Bald darauf war er auch in Kiel. 
Nach der Belagerung, 1814 zog er in den Krayenkamp 233. Im Hamburger Adressbuch von 1815 ist neben Miniaturmaler zum ersten Mal auch Lehrer im Zeichnen eingetragen. Im Sommer 1819 hatte Leo Lehmann und Familie eine Wohnung in Ottensen gemietet, sein Atelier befand sich aber noch im Krayenkamp. Ab 1826 war sein Atelier am Alten Wall 86 in Hamburg-Altstadt, ab 1833 am Alten Wall 64. In den frühen Morgenstunden des 6. Mai 1842 erreichte der Große Brand das Haus am Alten Wall 64, in dem er wohnte und arbeitete, und zerstörte es. Er richtete sich daraufhin ein neues Atelier in der ABC-Straße 30 in Hamburg-Neustadt ein, wohnte aber in Ottensen. Ab 1846 hatte er sein Atelier in der Neuen ABC-Straße 16. Im Hamburger Adressbuch von 1848 ist die Adresse des Landhauses der Familie, Fontenay 4 in Hamburg-Rotherbaum angegeben, wo sie auch einen Diener hatte, mit dem Zusatz: Bestellungen Neue ABC-Straße 16, 1850 mit dem Zusatz: Bestellungen Fuhlentwiete 70 und 1853 mit dem Zusatz: Bestellungen ABC-Straße 31. 1854 hatte Leo Lehman sein Atelier in der Fehlandstraße 13, von 1855 bis zum 1. Mai 1856 Große Bleichen 50 und ab dem 1. Mai Esplanade 58b. 1857 zog er in die Esplanade 32b, wo er bis zu deinem Tode wohnte.     
Mitgliedschaften
Leo Lehmann war seit 1822 Gründungsmitglied des Kunstvereins in Hamburg und wurde Mitglied des Hamburger Künstlervereins. Eine Anzahl Lithografien von ihm befanden sich in der Sammlung von Ernst Rump. Er ist mit Werken unter anderem in den Sammlungen der Hamburger Kunsthalle und dem Museum für Hamburgische Geschichte vertreten. 
Nach dem Tod
1888 schenkte Rudolf Lehmann der Hamburger Kunsthalle ein von ihm 1859 gemaltes ovales Porträt, das Leo Lehmann zeigt. Ein weiteres ovales Porträt von Rudolf Lehman, das Leo Lehmann zeigt und 1851 gemalt wurde, befindet sich in der Sammlung des Cleveland Museum of Art.
Auf dem Ohlsdorfer Friedhof, im Bereich des Althamburgischen Gedächtnisfriedhofs nahe dem Haupteingang des Friedhofs, wird auf dem Sammelgrabmal Maler unter anderen an Leo Lehmann erinnert.

## Familie
Leo Lehmanns Vater war ein Hamburger Makler, seine Mutter stammte aus England. Lehmann heiratete 1812 Frederica Dellevie (* 15. Februar 1792–1884), die Tochter des aus Padua stammenden Salomon Eliezer Dellevie, der in Hamburg ein Geschäft für Juwelen und Galanteriewaren hatte und dessen Frau Franziska, geb. Schnabel. Aus Lehmanns Ehe mit Frederica stammten acht Kinder. Der älteste Sohn Henri Lehmann (1814–1882) wurde ebenfalls Maler, ebenso Rudolf Lehmann (1819–1905). Dieser heiratete die Komponistin Amelia Chambers (1838–1903), eine Tochter von dem Verleger Robert Chambers. Emil Lehmann (1823–1887) war Redakteur der Börsen-Halle sowie der Auswandererzeitung Hansa und Begründer des Hamburger Wochenblattes. Frederick Lehmann (1826–1891) war Geschäftsmann, Politiker der Liberal Party und 1880 Abgeordneter im House of Commons. Dieser heiratete Nina Chambers, eine andere Tochter des Verlegers Robert Chambers. Ihr Sohn Rudolf Chambers Lehmann (1856–1929) war Schriftsteller, ebenfalls Politiker der Liberal Party und 1906 bis 1910 Abgeordneter im House of Commons. Dessen Kinder, der Dichter und Verleger John Lehmann, die Schriftstellerin Rosamond Lehmann und die Theater- und Filmschauspielerin, Theaterregisseurin und Romanautorin Beatrix Lehmann waren Leo Lehmanns Urenkel.

## Werke (Auswahl)
- 1816: Porträt Heinrich Lehmann (Henri) als Kind, Aquarell, 21 × 20 cm (Breite × Höhe)
- 1822: Porträt Hermann Joachim Stresow, Miniatur – Museum für Hamburgische Geschichte[9]
- 1832: Porträt Ludwig Erdwin Seyler, Lithografie
- 1836: Porträt Anna Henriette Seyler, geb. Goßler, Frau von Ludwig Erdwin Seyler, Lithografie
- 1840: Porträt Hermann Joachim Stresow, Lithografie
- 18??: Porträt Frau von Hoßtrup, Lithografie
- 18??: Porträt Rudolf Lehmann
- 18??: Porträt Cipriano Francisco Gaedechens, Miniatur
- 18??: Porträt Luise Gaedechens, Frau von Cipriano Francisco Gaedechens, Miniatur

## Ausstellungen (Auswahl)
- 1912: Ausstellung von Kunstwerken aus Altonaischem Privatbesitz und des Altonaer Künstlervereins, Donner-Schloss im Donners Park, Altona – Der ehemalige Tempel bei Flottbek, Tusche-Zeichnung, 1799[10]
- 1913 Hamburger Bildnisse, Kunstverein in Hamburg – Miniaturen: Porträt Cipriano Francisco Gaedechens, Porträt Luise Gaedechens